# Sanosuke Harada
Sanosuke Harada (jap. 原田 左之助 Harada Sanosuke; ur. w 1840, zm. 6 lipca 1868) – samuraj urodzony w hanie Iyo-Matsuyama (obecnie Matsuyama, prefektura Ehime w Japonii), pod koniec okresu Edo. Był dowódcą dziesiątej jednostki Shinsengumi, grupy policyjnej służącej rządom Tokugawów. Jego ulubioną bronią była włócznia yari, stosował styl hōzōin-ryū.

## Pochodzenie i charakter
Z urodzenia był samurajem o niskim statusie (jak inni działający w końcowym okresie siogunatu Tokugawa). Przed wstąpieniem do Shinsengumi pracował jako służący.
W walce był nieustraszony. Uważa się, że miał gwałtowny charakter. Pewnego razu próbował popełnić seppuku z powodu jakiejś niewielkiej kłótni, ale nie udało mu się. Pozostała mu po tym blizna na podbrzuszu. Podobno bardzo troszczył się o podwładnych oraz o swoją żonę Masę i ich dziecko, Shigeru. Według obiegowej opinii miał w sobie wiele z gangstera.

## Okres Shinsengumi
Był przyjacielem Isamiego Kondō, gdy ten prowadził małe dōjō Shieikan w Tamie w pobliżu Edo (obecnie Tokio). W 1863 roku wstąpił do Rōshigumi Kiyokawy, razem z Kondō, Toshizō Hijikatą, Sōji Okitą oraz Shinpachim Nagakurą. Gdy wkrótce potem Kondō i Kamo Serizawa stworzyli Shinsengumi, podążył za nimi.
Później został dowódcą 10. jednostki Shinsengumi. Przez krótki czas ćwiczył w dojo prowadzonym przez Sanjurō Tani, którego ściągnął do Shinsengumi. Tani został dowódcą 7. jednostki. Harada był zaufanym członkiem Shinsengumi, często wykorzystywanym przez zastępcę dowódcy, Hijikatę. Brał udział w wielu krytycznych walkach, jak zabójstwo Kamo Serizawy, zabójstwo Hikojirō Uchiyamy, incydent w gospodzie Ikedaya oraz wyeliminowanie grupy kierowanej przez Kashitarō Itō.
W 1868, po nieporozumieniach między nim a długoletnim towarzyszem i dowódcą, Kondō, opuścił Shinsengumi razem z Nagakurą Shinpachi, tworząc nową grupę, Seiheitai.

## Śmierć
Harada opuścił Seiheitai, chcąc prowadzić bliższe życie z żoną Masą i ich dzieckiem Shigeru. Imię jego syna powstało po odjęciu kanji mochi z imienia czternastego sioguna, Iemochi Tokugawa. Przyłączył się do Shōgitai, innej grupy stojącej po stronie rządu Tokugawów. Zmarł w 1868 roku w wieku 28 lat z powodu ran odniesionych w bitwie pod Ueno.
Istnieje też teoria, że Harada nie umarł w 1868 roku, ale przetrwał i wyjechał do Chin, gdzie został dowódcą konnego oddziału (prawdopodobnie bandyckiego). W czasie wojny chińsko-japońskiej działał starszy człowiek nazywający się Sanosuke Harada. Informacja została podana w gazecie w 1965 roku, ale nie ma pewności, czy ta historia jest prawdziwa.

## W kulturze popularnej
Na cechach Harady oparta jest częściowo postać Sanosuke Sagary w serii mangi/anime Rurōni Kenshin.
Postać Sanosuke Harady pojawia się w serii anime Peacemaker Kurogane oraz w mandze, na której zostało ono oparte.
Występuje również w anime Hakuōki Shinsengumi Kitan.